# Canalicephalus mindanao
Canalicephalus mindanao är en stekelart som beskrevs av Gibson 1977. Canalicephalus mindanao ingår i släktet Canalicephalus och familjen bracksteklar. Inga underarter finns listade.